# Сент-Мор, Николас, 4-й барон Сент-Мор
Николас де Сент-Мор (англ. Nicholas de St Maur; приблизительно 1352 — январь 1362) — английский аристократ, 4-й барон Сент-Мор с 1361 года, de-jure 3-й барон Ловел из Кэри. Старший сын Николаса де Сент-Мора, 3-го барона Сент-Мора, и Мюриэль Ловел. После смерти отца унаследовал обширные владения в Сомерсете, Уилтшире и Глостершире и баронский титул. Умер спустя пять месяцев в десятилетнем возрасте, так что его наследником стал младший брат Ричард.